# Radio Nova 22
Radio Nova 22 a fost un post de radio independent din București, care a emis din sediul Uniunii Scriitorilor, pe frecvența 92,7 Mhz FM Stereo, începând din 31 decembrie 1989. Printre cei care au vorbit la microfonul Radio Nova 22, în acea primă zi de emisie, a fost și poetul Mircea Dinescu. Apariția C.N.A., în 1992, a pus problema acordării de licențe de radio și de televiziune, iar Radio Nova 22, deși avea dosarul de licențiere pus la punct și emitea deja de trei ani, a fost, la momentul respectiv, unicul post de radio bucureștean care nu a primit licență de emisie, astfel că, pe 31 decembrie 1992, și-a încetat emisia. În perioada 1990 - 1992, Radio Nova 22 a fost singurul post de radio independent care nu a făcut politică, fiind dedicat exclusiv programelor muzicale.

## Istoric
Postul a început emisia în după-amiaza zilei de 31 decembrie 1989, dar a emis doar o zi, ulterior reluându-și activitatea în februarie 1990.
Cum emițătorul Thomson, funcționa pe bandă Vest (87,5 - 108 Mhz), până la apariția Radio Delta RFI, Radio Nova 22 a fost singurul post de radio independent care emitea pe această bandă, în plus, era unicul post de radio bucureștean care emitea stereo.
Ideea unui post de radio independent în București, a apărut la Paris, în zilele Revoluției române și a aparținut lui Jean Francois Bizot, intelectual de marcă și filantrop, fondatorul Radio Nova din Paris și al revistei Actuel. Setul de "scule", colecția de discuri și emițătorul Thomson au fost aduse în România de Fadia Dimerdji, DJ la Radio Nova Paris și de viitorul ei soț Patrick Leygonie, cel care mixa benzile sonore pentru paradele de modă ale lui Paco Rabanne. Cei doi aveau și sarcina de a recruta o echipă de emisie.
Întrucât pe banda Vest (87,5 - 108 Mhz), la momentul respectiv, nu se recepționa decăt radio Horizont din Bulgaria pe 103 Mhz prin releul de la Ruse, precum și sunetul Televiziunii Române, care se recepționa pe frecvența de 91,75 Mhz, deoarece se emitea pe canalul 4 VHF în standard PAL D/K, atunci când s-a ales frecvența de emisie pentru Radio Nova 22, 92,7 Mhz, s-a avut în vedere ca aceasta să fie cât mai apropiată de cea a TVR, astfel potențialii ascultători puteau găsi mai ușor Radio Nova 22 în bandă.
Într-una dintre serile sfârșitului de an 1989 Fadia Dimerdji a fost invitată în Club A, la vremea respectivă una dintre puținele locații din București cu o activitate muzicală permanentă. În club, l-a cunoscut pe Teddy Dumitrescu, unul dintre dee-jay și l-a întrebat dacă nu ar dori să lucreze pentru un post de radio independent. Evident că, răspunsul a fost "DA", iar Fadia i-a sugerat să formeze o echipă alcătuită din persoane cunoscătoare de muzică și cu o cultură generală solidă.

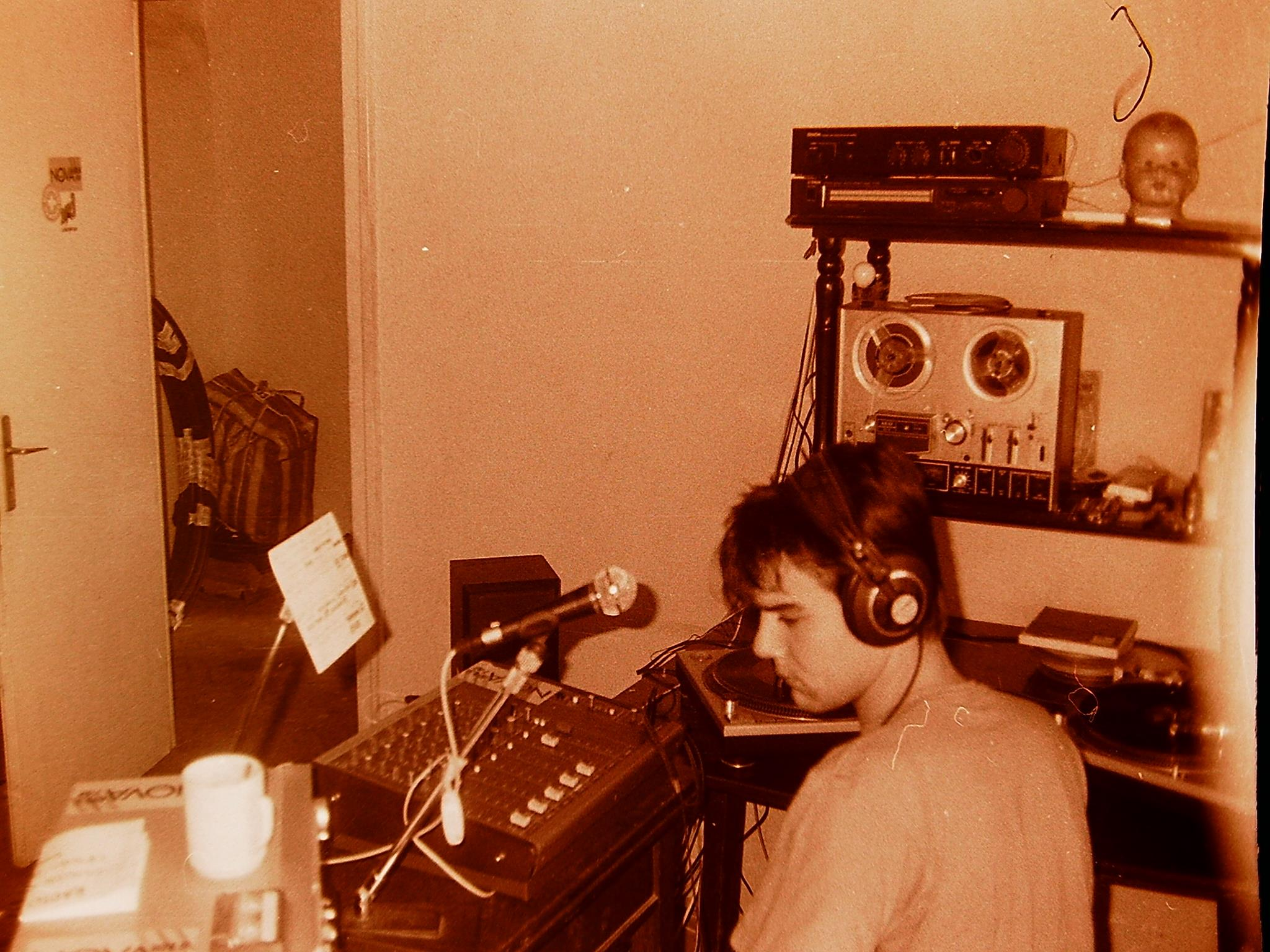
DJ Teddy Dumitrescu la pupitrul Radio Nova 22

## Prima echipă de realizatori (ianuarie 1990 - februarie 1991)
Membrii primei echipe Radio Nova 22 au fost, cu o singură excepție, cu toții dee-jays care activaseră sau mai activau încă în Club A. Primii realizatori de emisiuni muzicale au fost: Teddy Dumitrescu, Adrian Andrei, Manos Damanakis, Bogdan Olărescu, Adrian Popescu și Daniel Stănciulescu. Echipa a fost completată de Dia, care în acel moment era la Fun Radio, dar a venit într-o scurtă vizită pe la Radio Nova 22 și nu a mai plecat.

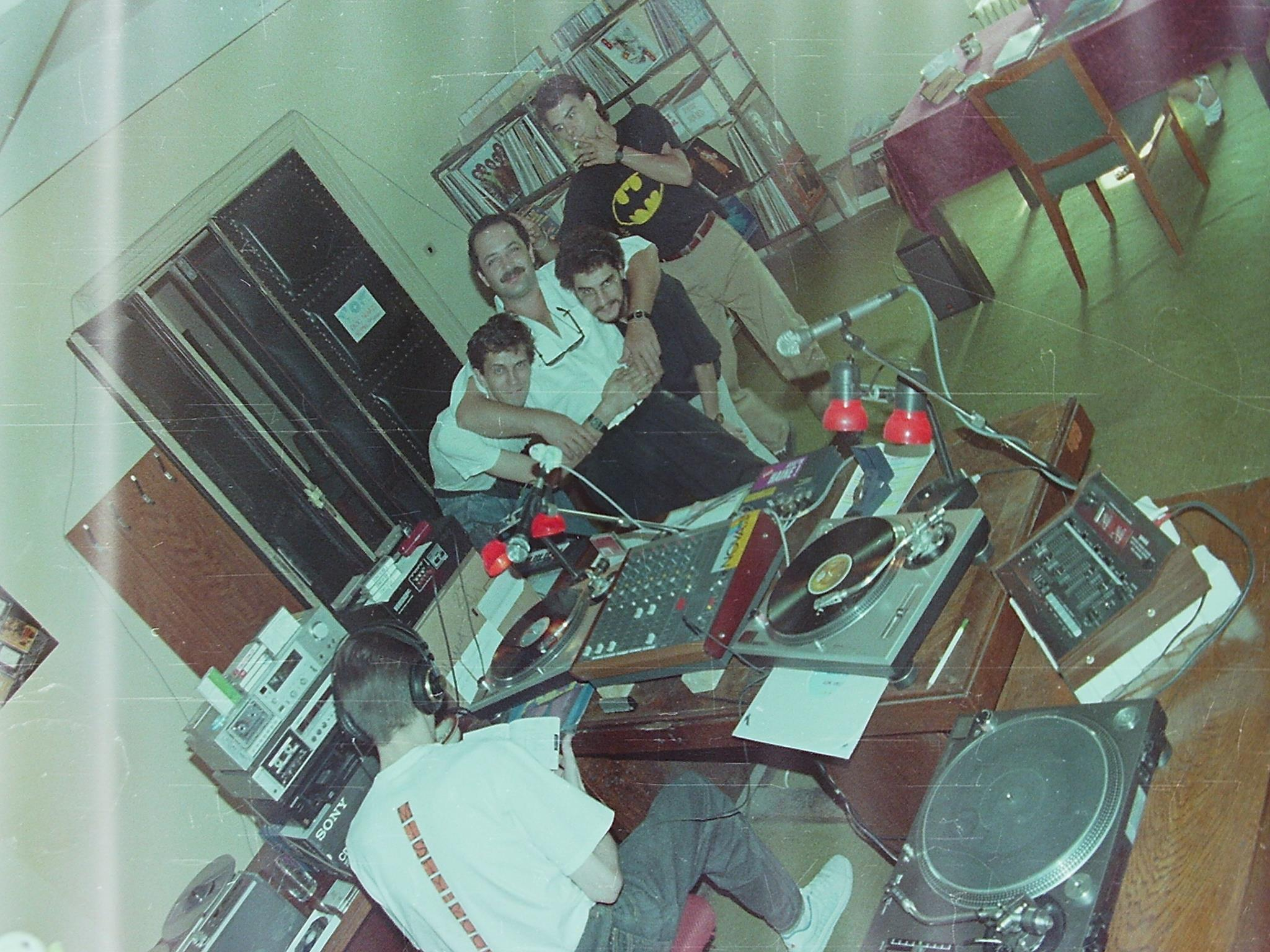
O parte din prima echipă de realizatori (Adi Andrei, Dia, Teddy Dumitrescu, Bogdan Olărescu, Daniel Stănciulescu

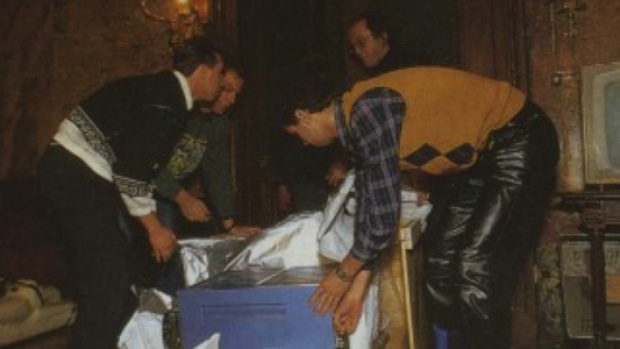
Descărcare emițător Radio Nova la Casa Scriitorilor (29 decembrie 1989)

Radio Nova 22 s-a mutat în data de 19 ianuarie 1990 într-un apartament de pe B-dul Elisabeta (vis-a-vis de Facultatea de Drept). Numele Radio Nova 22 (22 se referă la 22 decembrie 1989, ziua în care a început Revoluția), a fost ales probabil de Horea Murgu, o personalitate care garanta moral noua instituție culturală care se născuse. Necazurile au început în clipa în care vecinii au observat că recepția TV din bloc era grav perturbată de emițătorul radioului care avea o putere de 2 Kw.
În scurt timp, sediul s-a mutat în turnul Primăriei Sectorului 1 din Bd. Banu Manta și pentru că echipa trebuia să trăiască, manageriatul și partea economică au fost preluate de arhitectul Virgil Ruta și el legat de Club A, unde fusese director în anii ‘80 și de actrița Valeria Sitaru.

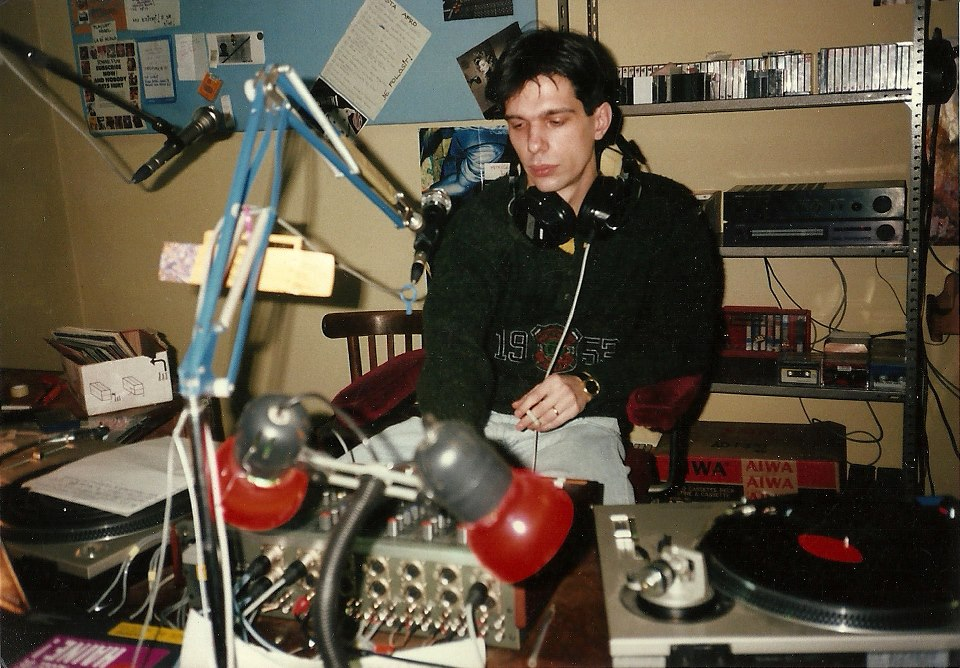
Lenti Chiriac

Prima aprobare pentru emisie a fost dată de către premierul de atunci, Petre Roman.
Echipa Radio Nova 22 s-a întărit prin cooptarea unor noi realizatori, cei mai mulți provenind din rândul ascultătorilor și al corespondenților fideli ai radioului. Astfel, au apărut noi realizatori de programe muzicale, precum: Sorin Chifiriuc, Codruța Marinescu, Dana Fugaru, Adina Goriță, Ovidiu Roatiș, sau regretatul regizor Bose Paștina. Din echipa tehnică făceau  parte  Nucu Rădulescu, Laurențiu Ștefan și Codruț Anghel care pe lângă programele muzicale realizate au început să pună bazele și ale unei activități de producție în cadrul postului de radio realizând pe cât posibil o independență financiară.

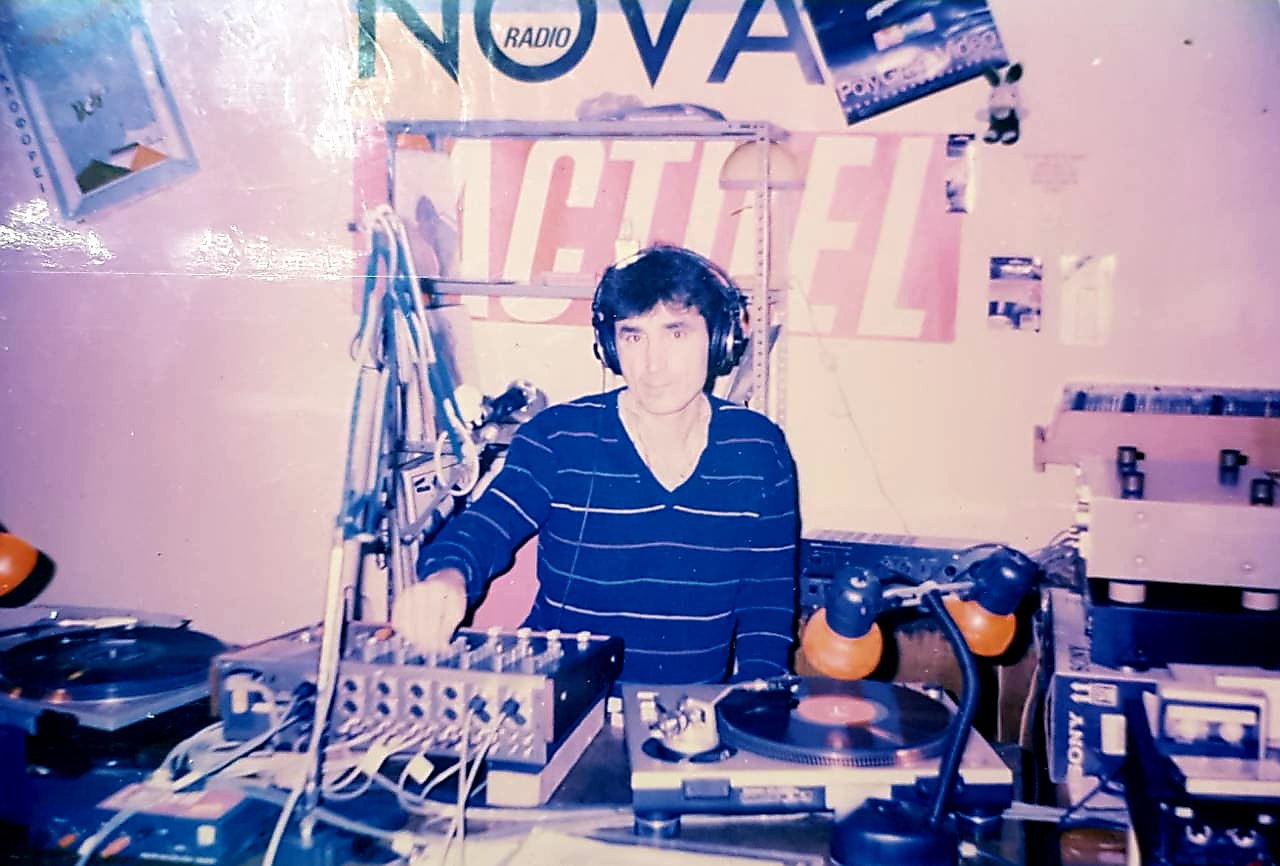
Adrian Popescu

Marele merit, al primei echipe de realizatori de la Radio Nova 22, a fost acela că, datorită calității programelor, dar și a dotării tehnice care permitea o transmisie fără cusur, i-a determinat pe mulți bucureșteni să-și cumpere aparate de radio care să fie dotate cu bandă de recepție vest (87,5 - 108 Mhz), aceștia devenind astfel ascultătorii fideli ai programelor Radio Nova 22.

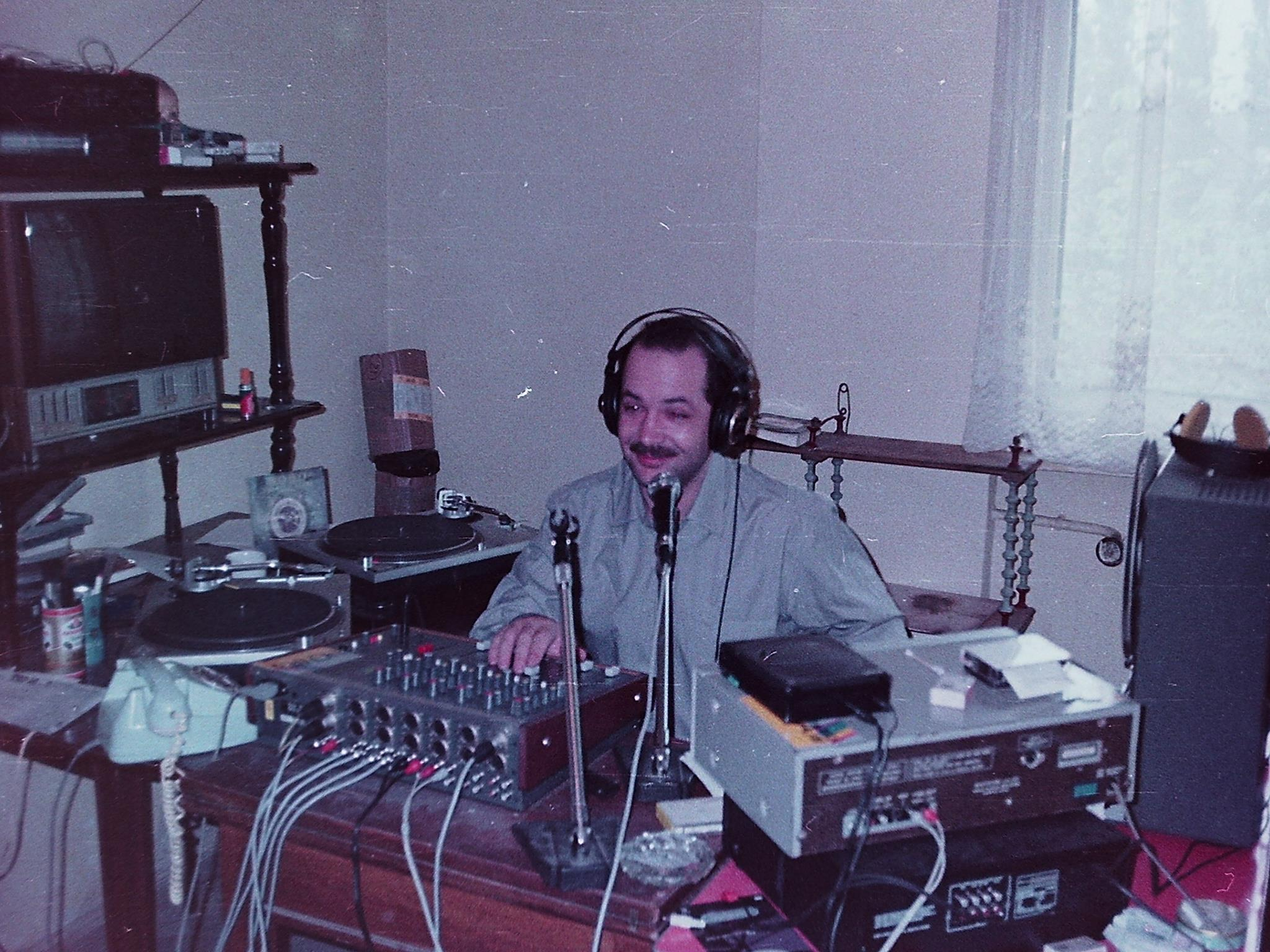
Daniel Stanciulescu (Dj Tigae)

Din păcate, așa cum se întâmplă adeseori, echipa de realizatori de programe s-a scindat din motive firești pentru România anilor respectivi, legate de neînțelegeri materiale și unele intrigi sau interese de grup. Cum finanțarea radioului era cu mult sub necesitățile dictate de plata salariilor, Bose Paștina, a încercat să aducă pe cineva care ar dori sa facă afaceri cu radioul, o persoană care ar fi dispusă sa finanțeze activitatea acestuia. Așa a ajuns la sediul Radio Nova 22, regizorul Adrian Sârbu, care intenționa să creeze o rețea media. Din discuțiile purtate la momentul respectiv a reeșit clar că acesta își dorea fie radioul în întregime fie echipa acestuia, propunerea sa nefiind acceptată. Era de fapt o dublă tentativă; aceea de a selecționa, pentru radioul pe care intenționa să-l înființeze, cei mai bună echipă și, în același timp, să închidă "gura" radiourilor care aveau deja ascultători devotați. Aceeași propunere avea să o facă, doi ani mai târziu, și lui Max Bănuș, pentru frecvența și echipa Radio Tinerama.
În februarie 1991, problemele materiale s-au agravat, astfel că o mare parte din prima echipă Radio Nova 22 demisionează, cei mai mulți dintre ei regăsindu-se, ceva mai târziu, la Radio Pro FM, postul care avea să fie inaugurat, de Adrian Sârbu, pe 15 aprilie 1993. Printre ei: Adi Andrei, Manos, Tedi, Dia, Adina Goriță, Ovidiu Roatiș și Bogdan Olărescu.

## A doua echipă de realizatori (februarie 1991 - decembrie 1992)
La sugestia Fadiei Dimerdji, conducerea artistică a radioului a fost preluata de Sorin Chifiriuc, iar cei rămași Adrian Popescu și Nucu Rădulescu, au apelat la ascultătorii Radio Nova 22, sau la prieteni, pentru a forma o nouă echipă de realizatori. În urma unui adevărat concurs au fost selectați: Dorin și Radu Odiațiu, au aparut atunci doi ratoni, George Culda (alias Geo Ratonul), Cristi Stanciu (alias Mate), Radu Sapunarescu,  DJ Vasile, Ioannis Stamatogiannis, Veniamin Micu, Silviu Costinescu, Nelu Stratone, Aida Pitulan, ATK sau, meteoric, Lucian Boariu, Marius Vintilă, Bogdan Nicolescu. Pentru echipa tehnică au fost chemați Codruț Anghel și Gabi Pipaiu Andrieș, Laurentiu Stefan, Augustin Smânța, dar după puțin timp, și aceștia au avut propriile emisiuni.

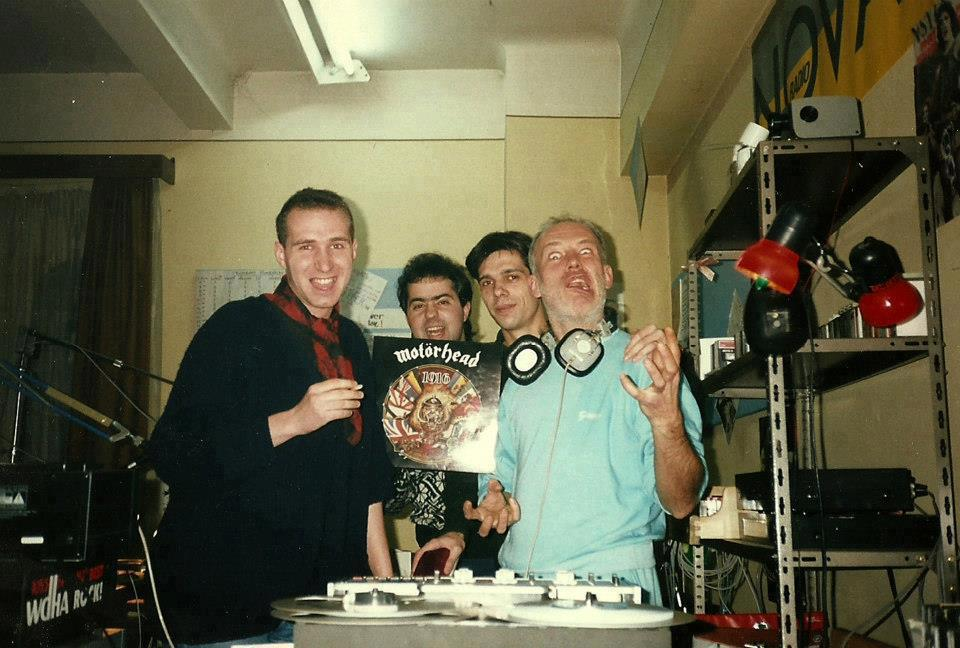
O parte din echipa a 2 - a de realizatori (DJ Vasile, Gabi Pipaiu Andrieș, Lenți Chiriac, Sorin Chifiriuc)

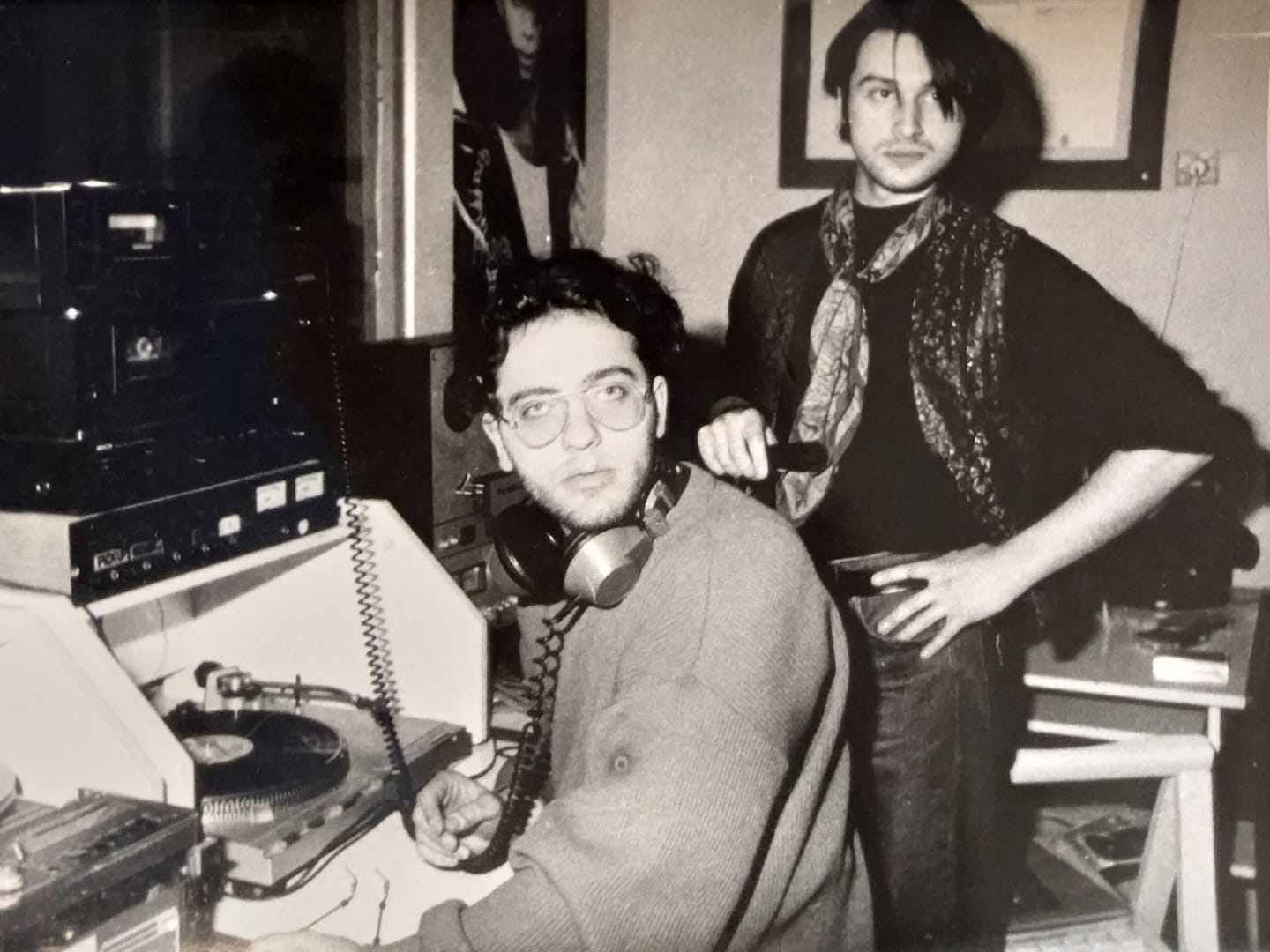
Ratonii Geo și Cri (Mate)

Acestora, li s-au alăturat o serie de redactori muzicali sau personalități culturale care colaborau cu una sau mai multe emisiuni săptămânale, printre ei aflându-se: actorii Florian Pittiș, Răzvan Ionescu și Răzvan Popa, Alexandru Mironov, Florin Silviu Ursulescu, Johnny Răducanu, Lenți Chiriac, Bogdan Stratulă, Valentin Boghiu, etc.
Din punct de vedere muzical, Radio Nova 22, a încercat să urmeze linia postului Radio Nova Paris, evitându-se muzica comercială, accentul fiind pus pe popularizarea unor curente muzicale mai puțin cunoscute ascultătorilor români: new-wave, indie, rock alternativ, electro pop rock, punk rock, world music, jazz, muzică clasică, muzică latino–americană și afro-caraibe, hard & heavy, blues etc.
În toamna anului 1991, sediul radioului s-a mutat la etajul 2 al Teatrului Giulești, de unde a emis până la încetarea activității.

## Încetarea activității
Radio Nova 22 a participat, în toamna anului 1992, la prima ședință de acordare a licențelor definitive, dar, proaspăt înființat, Consiliul Național al Audiovizualului, a refuzat prelungirea licenței de emisie.
În  noaptea de 31 decembrie 1992, la ora 24, membrii echipei tehnice au oprit emițătorul. Ca o coincidență nefericită, în aceeași noapte, a emis pentru ultima oară și celebrul Radio Luxemburg, primul post de radio comercial din Europa.

## Varia

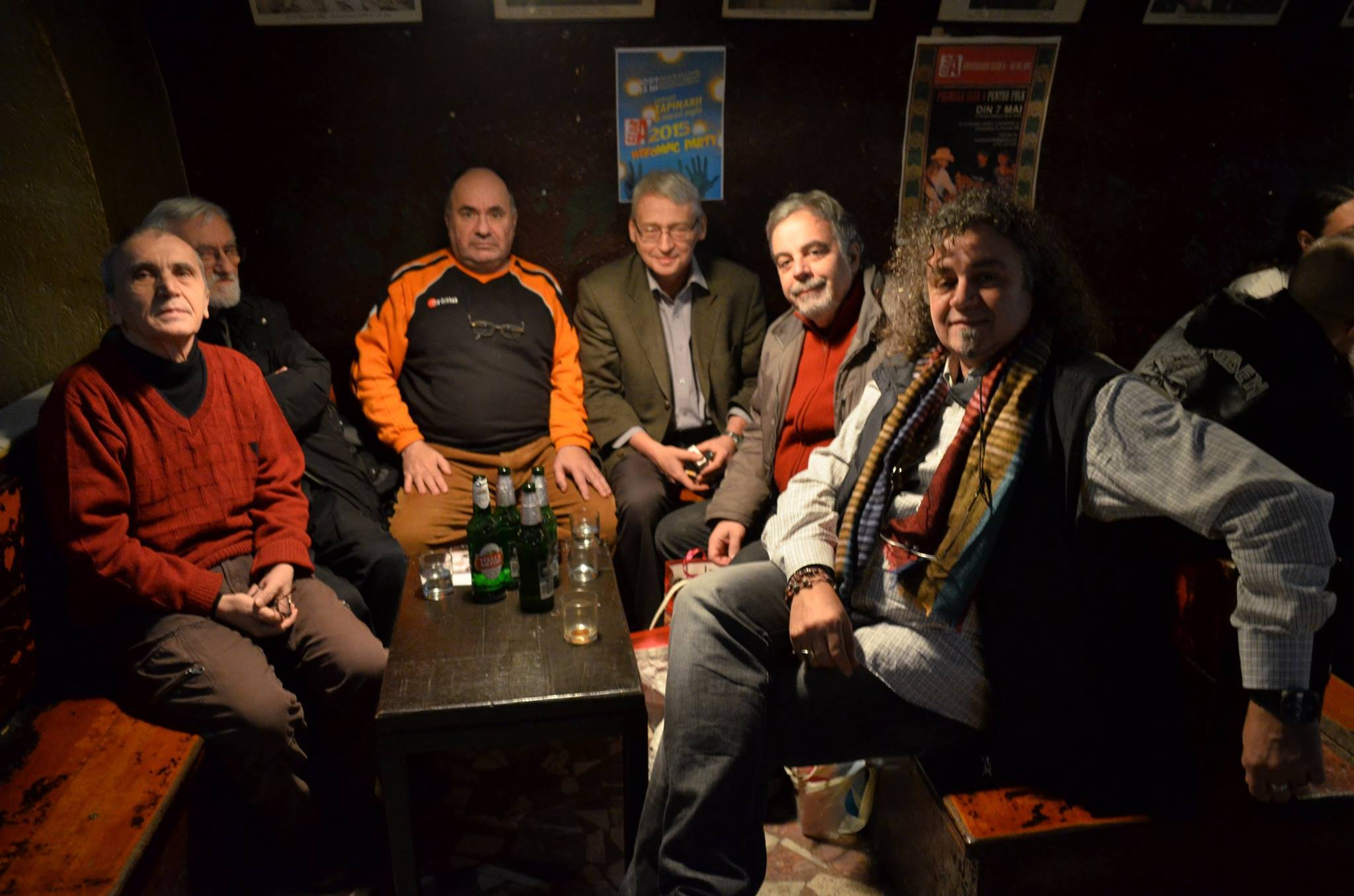
Întâlnire Radio Nova 22 în Club A după 25 de ani

Există mai multe supoziții referitoare la neacordarea licenței de emisie de către C.N.A. și încetarea activității Radio Nova 22. Cea mai realistă dintre ele, îmbrățișată de majoritatea foștilor redactori, se referă la motive politice. Întrucât în grila de programe a radioului nu existau emisiuni de știri sau talk show-uri politice, ci doar programe muzicale, se presupune că frecvența respectivă trebuia cedată unui alt post de radio care era ceva mai implicat politic. „Teoria conspirației”, îmbrățișată de o mică parte dintre realizatorii care au făcut parte din cea de-a doua echipă, vorbește de o posibilă  răzbunare a unui realizator din prima echipă care ajunsese, între timp, printre apropiații C.N.A. – ului sau chiar a lui Adrian Sârbu, cel care nu reușise să pună mâna pe radio.
Începând cu anul 2012, în apropierea Anului Nou, o parte dintre foștii redactori și ascultători Radio Nova 22 se întâlnesc pentru a ciocni un pahar și a depăna amintiri haioase din perioada în care radioul emitea.

## Zilele noastre (2020 - prezent)
Din 1 iulie 2020 Radio Nova 22 transmite pe internet https://www.radionova22.ro/, prin contribuția unor foști Dj și ascultători. 

## Alte logouri Radio Nova 22

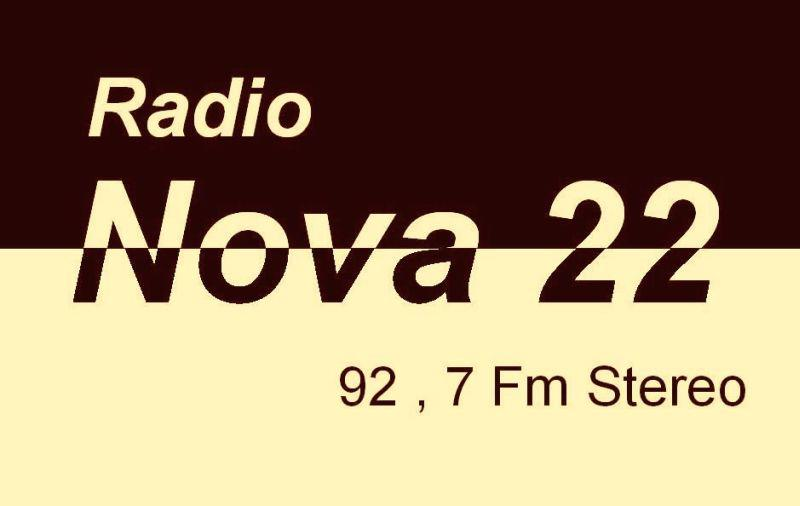

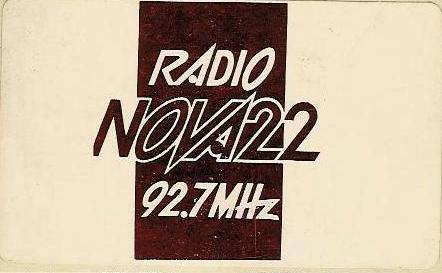